# EA Play
EA Play (anteriormente EA Access e Origin Access) é um serviço de jogo eletrônico baseado em assinatura da Electronic Arts para as plataformas Xbox One, Xbox Series X/S, PlayStation 4, PlayStation 5 e Microsoft Windows, oferecendo acesso a jogos selecionados publicados pela Electronic Arts, juntamente com incentivos adicionais.
Quando foi lançado, o EA Play foi oferecido à Microsoft para o Xbox One e à Sony para o PlayStation 4, embora a Sony inicialmente tenha se recusado a participar, pois não acreditava que isso agregasse valor aos seus clientes. O EA Play foi lançado primeiro para o Xbox One em 11 de agosto de 2014, depois chegou ao PlayStation 4 em 24 de julho de 2019  e depois ao Steam em 31 de agosto de 2020. O EA Play também está incluído no Xbox Game Pass Ultimate e PC sem custo adicional.

## História
Em 29 de fevereiro de 2016, o EA Play se expandiu para incluir títulos do Xbox 360 por meio do recurso de compatibilidade com versões anteriores do Xbox One, começando com o Plants vs. Zombies. Dead Space foi adicionado (sem nenhum anúncio oficial) em 31 de março. Em 17 de janeiro de 2018, Black, lançado para Xbox em 2006, foi adicionado ao Vault.
A EA anunciou que, além de trazer seu catálogo de volta a Steam em outubro de 2019, também lançaria uma versão do EA Play para usuários do Steam com uma biblioteca comparável às versões do Xbox e PlayStation. O primeiro conjunto desses jogos foi adicionado a Steam em junho de 2020.
Antes do lançamento do EA Play no Steam em 31 de agosto de 2020, a EA anunciou a mudança da marca EA Play e Origin Access para EA Play a partir de 18 de agosto de 2020, tanto para computador quanto para console. Os níveis de assinatura básica anteriores do EA Play e do Origin Access Basic seriam tratados como EA Play, enquanto o Origin Access Premier se tornaria EA Play Pro. Nenhuma outra alteração no serviço ou nos preços foi planejada. O EA Play no Steam e o EA Play no Origin são assinaturas separadas, sendo que o último tem uma biblioteca de jogos significativamente maior, apesar de ter o mesmo preço.
A EA fez uma parceria com a Microsoft para que os assinantes do Xbox Game Pass tivessem acesso ao serviço básico do EA Play sem custo adicional. Está incluído no Xbox Game Pass Ultimate e no Game Pass para PC. Os usuários do Xbox tiveram acesso ao recurso em 10 de novembro de 2020, para coincidir com o lançamento do Xbox Series X/S, enquanto o lançamento do Windows foi adiado de sua data original de 15 de dezembro de 2020 para 18 de março de 2021.
A EA anunciou planos de descontinuar o cliente Origin para computadores para dar suporte ao EA Play e ao EA Play Pro. A versão beta do aplicativo EA foi lançada em setembro de 2020. O aplicativo EA é necessário para acessar o EA Play com o Xbox Game Pass.

## Lançamento e recepção
O EA Play estreou em versão beta exclusivamente no Xbox One em 29 de julho de 2014,  e foi lançado oficialmente em 11 de agosto de 2014. A Electronic Arts ofereceu a Sony e a Microsoft com o serviço, mas a Sony se recusou a disponibilizá-lo em seu console PlayStation 4. Uma versão semelhante chamada Origin Access foi lançada em 12 de janeiro de 2016 para PC.
As ações da varejista de videogames GameStop, que vende jogos novos e usados, caíram mais de cinco por cento após o anúncio da Electronic Arts. Uma queda de preço semelhante ocorreu depois que o PlayStation Now foi anunciado pela primeira vez e que o preço das ações posteriormente se recuperou. A GameStop será uma das varejistas que venderão assinaturas do EA Play.

## Histórico de logotipos

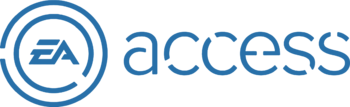
2014-2016
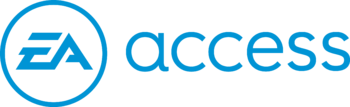
2016-2020
2020–presente